# Anthony Baron
Anthony Baron (Villepinte, Sena-Saint Denis, 29 de diciembre de 1992) es un futbolista de Francia que juega en la posición de defensa central con el Servette FC de la Superliga de Suiza.

## Carrera

### Club
| Periodo   | Club                         |
| --------- | ---------------------------- |
| 2011-2012 | US Lormont                   |
| 2012-2014 | Bourges Foot                 |
| 2014–2015 | FC Chartres                  |
| 2015–2016 | Amiens SC II                 |
| 2016–2017 | AS Beauvais Oise             |
| 2017–2019 | Saint-Pryvé                  |
| 2019–2021 | FC Stade Nyonnais            |
| 2021–2022 | Yverdon Sport FC             |
| 2021–2022 | → FC Stade Nyonnais (cedido) |
| 2022–     | Servette FC II               |
| 2022–     | → Servette FC                |

### Selección nacional
Baron debutó con Guadalupe el 16 de octubre de 2018 en el empate 0-0 ante Aruba por la 0–0 Liga de Naciones de la Concacaf. Fue convocado para jugar en la Copa de Oro de la Concacaf 2021.

## Logros
- Mejor gol de la Copa de Oro de la Concacaf 2023.[4]